# Alexander von Cube
Johann Maximilian Alexander von Cube (* 1. September 1927 in Duisburg; † 11. Januar 2013 in Köln) war ein deutscher Wissenschaftsjournalist. Er schrieb auch unter dem Pseudonym Michael Domin.

## Leben
Von Cube, Sohn des Architekten Gustav von Cube, stammte aus dem deutsch-baltischen Adelsgeschlecht von Cube, märkischer Herkunft. Er wurde nach Besuch von Gymnasien in Trier, Düsseldorf und Bochum noch 1945 Soldat und geriet in Kriegsgefangenschaft. 1946 absolvierte er sein Abitur und war zunächst als Bergarbeiter tätig. Ab 1948 studierte er Germanistik, Philosophie sowie Kunstgeschichte in Köln und Münster und war nebenher als Journalist und Schriftsteller tätig. Er veröffentlichte Gedichte, Erzählungen und Essays in den Frankfurter Heften und arbeitete für Hörfunkstationen.

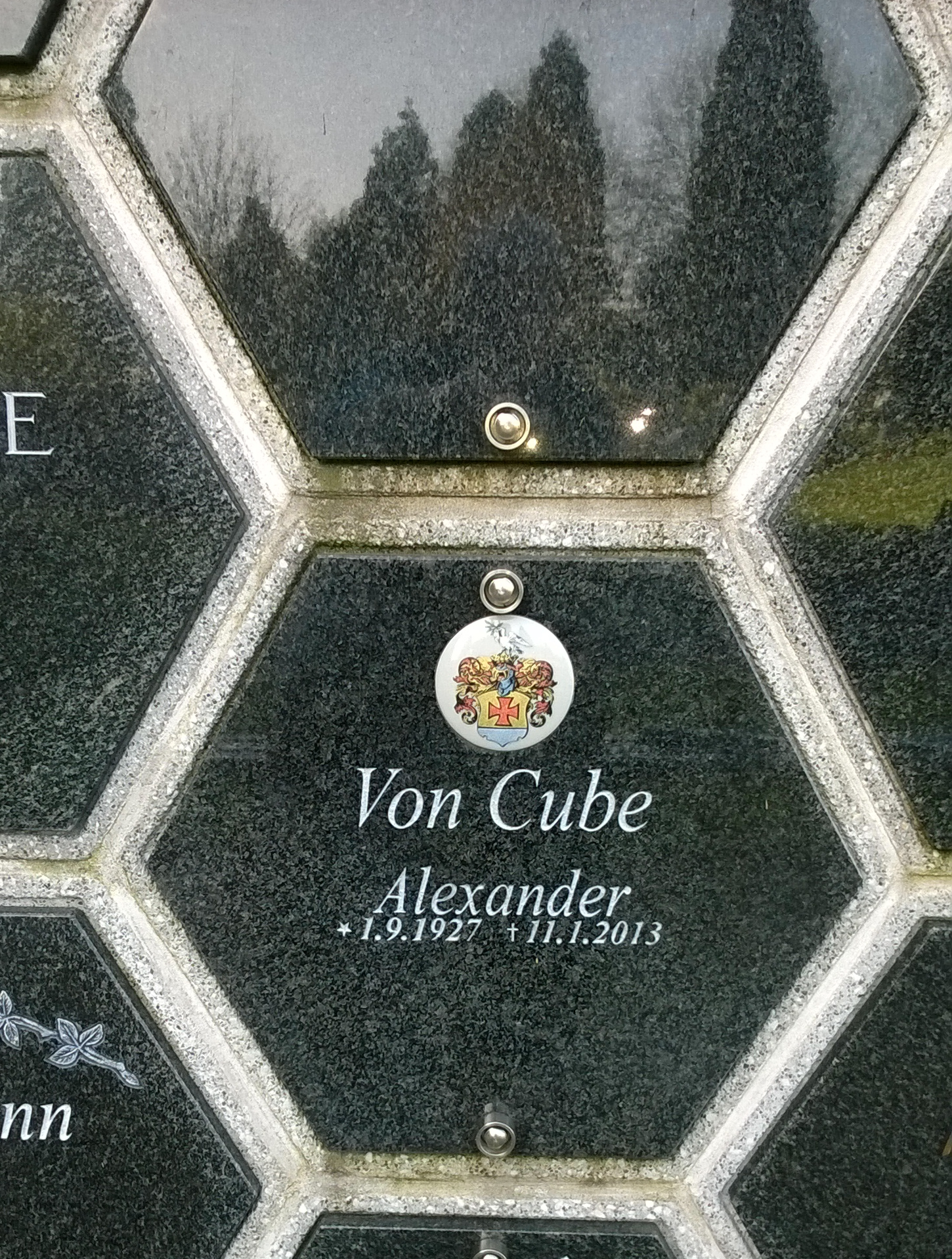
Urnengedenkplatte auf dem Friedhof Overath-Rappenhohn

Nach dem Studium begann er als Redakteur bei der WAZ in Essen, ging anschließend als Feuilleton-Redakteur zur NRZ und zur Hannoverschen Allgemeinen. Von Cube engagierte sich in der Kampagne Kampf dem Atomtod. Aufgrund dieser Position war er auch in der Redaktion der Zeitschrift atomzeitalter tätig.
Als Redakteur des SPD-Parteiorgans Vorwärts schließlich bekam er Kontakte zum Ministerium für Staatssicherheit der DDR, für Journalisten nicht unüblich, denn wenn sie aus der DDR berichteten, bekamen sie per dortigen Richtlinien ohne ihr Zutun mehr oder weniger offizielle Mitarbeiter der Staatssicherheit als Begleiter zugeteilt. Akten der DDR zufolge boten Alexander von Cube und Kollegen an, „gutes Material“ aus der DDR an interessierte westdeutsche Medien weiterzuleiten. Er geriet 1966 in den Verdacht, gemeinsam mit anderen Vorwärts-Mitarbeitern (Carl Guggomos, Adalbert Wiemers und Ekkehart Wiemers) Mitglied einer Kampagne gegen Herbert Wehner zu sein. Die Betroffenen wehrten sich per Gerichtsverfahren gegen die Verdächtigungen, die nicht bewiesen wurden.
Von Cube leitete später die Programmgruppe Wissenschaft beim WDR. Dort moderierte er die Sendungen Kopf um Kopf als auch Bilder aus der Wissenschaft und trat in der Figur des „Professor Pi-Quadrat“ im WWF-Club auf. Von 1991 bis 1996 war er Mitglied im WDR-Rundfunkrat. Er war Mitglied im PEN-Zentrum Deutschland.

## Schriften (Auswahl)
- Auch der Tod gehört zum Leben. Verlag Mies, Wuppertal 1996.
- mit Werner Pütz und Ernst-Wolfgang Bücken: Overath: In Bildern und Texten. Hrsg. Gemeinde Overath, 1995, ISBN 3-88913-153-0.
- Der Cube-Faktor: von Nichtleitern, Halbleitern u. Supraleitern in d. Verwaltung. Econ-Verlag, Düsseldorf / Wien / New York 1989, ISBN 3-430-11972-3.
- Mit Günter Neuberger und Ekkehard Sieker: Das Ende des Nuklearzeitalters. Dietz-Verlag, Berlin (West) / Bonn 1987, ISBN 3-8012-3021-X.
- Auf einem Tiger reiten: für u. wider d. Atomenergie. Europäische Verlagsanstalt, Köln / Frankfurt am Main 1977, ISBN 3-434-00352-5.
- Helmut Krauch (Hrsg.), Alexander von Cube (unter anderem): Der Energieschock: wir müssen umdenken. Deutsche Verlagsanstalt, Stuttgart 1974, ISBN 3-421-02666-1.